# باژوویتسه
باژوویتسه (به لهستانی:  Barzowice) یک روستا در لهستان است که در گمینا داروووو واقع شده‌است. باژوویتسه ۲۷۸ نفر جمعیت دارد.